# شمشیربازی در المپیک تابستانی ۲۰۱۶
شمشیر بازی یکی از ورزش‌های بازی‌های المپیک تابستانی ۲۰۱۶ است که از ۶ تا ۱۴ اوت ۲۰۱۶ برگزار شده است.
این مسابقات در سه ماده اپه، فلوره و سابر و دو بخش زنان و مردان با حضور ۲۱۲ ورزشکار در مرکز تمرین المپیک ریو دو ژانیرو انجام شده است.

## کشورهای شرکت‌کننده
| شمشیربازی در بازی‌های المپیک تابستانی ۲۰۱۶ | شمشیربازی در بازی‌های المپیک تابستانی ۲۰۱۶ | شمشیربازی در بازی‌های المپیک تابستانی ۲۰۱۶ | شمشیربازی در بازی‌های المپیک تابستانی ۲۰۱۶ | شمشیربازی در بازی‌های المپیک تابستانی ۲۰۱۶ |
| ----------------------------------------- | ----------------------------------------- | ----------------------------------------- | ----------------------------------------- | ----------------------------------------- |
| لیست شمشیربازان                           |                                           |                                           |                                           |                                           |
| اپه                                       | مردان                                     | زنان                                      |                                           |                                           |
| تیم اپه                                   | مردان                                     | زنان                                      |                                           |                                           |
| فلوره                                     | مردان                                     | زنان                                      |                                           |                                           |
| تیم فلوره                                 | مردان                                     |                                           |                                           |                                           |
| سابر                                      | مردان                                     | زنان                                      |                                           |                                           |
| تیم سابر                                  | زنان                                      |                                           |                                           |                                           |

- الجزایر (۲)
- آرژانتین (۱)
- اتریش (۱)
- جمهوری آذربایجان (۱)
- بلاروس (۱)
- بلژیک (۱)
- بنین (۱)
- برزیل (۱۳)
- بلغارستان (۱)
- کانادا (۵)
- چین (۱۱)
- کلمبیا (۲)
- کوبا (۱)
- جمهوری چک (۲)
- مصر (۷)
- استونی (۴)
- فرانسه (۱۵)
- گرجستان (۱)
- آلمان (۴)
- بریتانیای کبیر (۳)
- یونان (۲)
- هنگ کنگ (۳)
- مجارستان (۹)
- ایران (۲)
- اسرائیل (۱)
- ایتالیا (۱۴)
- ساحل عاج (۱)
- ژاپن (۶)
- قزاقستان (۱)
- کویت (۱)
- لبنان (۱)
- مکزیک (۷)
- مراکش (۱)
- هلند (۱)
- پاناما (۱)
- لهستان (۴)
- رومانی (۵)
- روسیه (۱۶)
- عربستان سعودی (۱)
- سنگال (۱)
- کره جنوبی (۱۴)
- سوئیس (۴)
- تونس (۵)
- ترکیه (۱)
- اوکراین (۱۰)
- ایالات متحده آمریکا (۱۴)
- ونزوئلا (۶)
- ویتنام (۴)

## جدول مدال‌ها
| رتبه  | کشور                | طلا | نقره | برنز | مجموع |
| 1     | روسیه               | ۴   | ۱    | ۲    | ۷     |
| 2     | مجارستان            | ۲   | ۱    | ۱    | ۴     |
| 3     | ایتالیا             | ۱   | ۳    | ۰    | ۴     |
| 4     | فرانسه              | ۱   | ۱    | ۱    | ۳     |
| 5     | کره جنوبی           | ۱   | ۰    | ۱    | ۲     |
| 6     | رومانی              | ۱   | ۰    | ۰    | ۱     |
| 7     | ایالات متحده آمریکا | ۰   | ۲    | ۲    | ۴     |
| 8     | چین                 | ۰   | ۱    | ۱    | ۲     |
| 8     | اوکراین             | ۰   | ۱    | ۱    | ۲     |
| 10    | تونس                | ۰   | ۰    | ۱    | ۱     |
| مجموع | مجموع               | ۱۰  | ۱۰   | ۱۰   | ۳۰    |

## نتایج

### مردان
| رویداد        | طلا                                                                    | نقره                                                                       | برنز                                                                                            |
| اپه انفرادی   | پارک سانگ-یونگ · کره جنوبی                                             | گیزا ایمره · مجارستان                                                      | گوتیه گرومیه · فرانسه                                                                           |
| اپه تیمی      | فرانسه (FRA) · گوتیه گرومیه · یانیک بورل · دانیل ژران · ژان-میشل لوسنه | ایتالیا (ITA) · انریکه گروزو · مارکو فیکرا · پائولو پیتزو · آندره سانتارلی | مجارستان (HUN) · گابور بوتسکو · گیزا ایمره · آندرس ردلی · پتر سامفای                            |
| فلوره انفرادی | دنیله گروتسو · ایتالیا                                                 | الکساندر ماسیالاس · ایالات متحده آمریکا                                    | تیمور سافین · روسیه                                                                             |
| فلوره تیمی    | روسیه (RUS) · تیمور سافین · آرتور اخمتخوزین · الکسی چرمیسینوو          | فرانسه (FRA) · ژرمی کادو · انزو لوفور · اروان لو پشو · ژان-پل تونی الیسه   | ایالات متحده آمریکا (USA) · مایلز چاملی-واتسون · ریس ایمبودن · الکساندر ماسیالاس · گرک ماینهارت |
| سابر انفرادی  | آرون سیلاگی · مجارستان                                                 | داریل هومر · ایالات متحده آمریکا                                           | کیم جونگ-هوان · کره جنوبی                                                                       |

### زنان
| رویداد        | طلا                                                                            | نقره                                                                             | برنز                                                                                      |
| اپه انفرادی   | امشه ساس · مجارستان                                                            | روسلا فیامینگو · ایتالیا                                                         | سان ییون · چین                                                                            |
| اپه تیمی      | رومانی (ROM) · لوردانا دینو · سیمونا گرمان · سیمونا پاپ · آنا ماریا برانزا     | چین (CHN) · هائو جیالو · سون ییون · سان یوجی · شو آنچی                           | روسیه (RUS) · اولگا کوچنوا · وایولتا کولوبووا · تاتیانا لوگونووا · لیوبوف شوتووا          |
| فلوره انفرادی | اینا دریگلازوا · روسیه                                                         | الیزا دی فرانسیسکا · ایتالیا                                                     | ینس بوبکری · تونس                                                                         |
| سابر انفرادی  | یانا ایگوریان · روسیه                                                          | سوفیا ولیکیا · روسیه                                                             | اولگا خارلان · اوکراین                                                                    |
| سابر تیمی     | روسیه (RUS) · سوفیا ولیکیا · یانا ایگوریان · یکاترینا دیاچنکو · یولیا گاوریلوو | اوکراین (UKR) · اولگا خارلان · اولنا کراواتسکا · آلینا کوماشچوک · اولنا وورونینا | ایالات متحده آمریکا (USA) · مونیکا آکسامیت · ابتهاج محمد · داگمارا وزنیاک · ماریل زاگونیس |